# Urša Zgojznik
Urša Zgojznik, slovenska okoljevarstvenica, aktivistka in političarka, predavateljica * 1. avgust 1980.
Obiskovala je osnovno šolo v Mozirju (1987–1995), Srednjo ekonomsko šolo v Celju (1995–1999) in Pedagoško fakulteto v Mariboru, smer matematika in pedagogika (1999–2006), s pridobljenim nazivom »profesorica matematike in pedagogike«.
Od leta 2014 je bila predsednica okoljevarstvene nevladne organizacije Ekologi brez meja (2014–2022), ki se ukvarja s povezovanjem in družbeno aktivacijo ljudi, pa tudi projektom na področju preprečevanja in zmanjševanja nastajanja odpadkov ter njihovi ponovni rabi. V prvih dveh akcijah Očistimo Slovenijo leta 2010 in 2012, ki sta aktivirali 14 % prebivalk in prebivalcev Slovenije, je bila Urša Zgojznik vodja lokalne koordinacije za 212 občin, leta 2012 pa tudi vodja projekta. Vodila je tudi akcijo Očistimo Slovenijo 2018. Vodila je projekte Eko-koncept, Zero Waste turizem in Ne meč’mo hrane stran!  in druge. Intenzivno se posveča tematiki zavržene hrane, trajnostnemu turizmu, implementaciji konceptov krožnega gospodarstva in koncepta Zero Waste ter ozaveščanju in okoljskem izobraževanju na vseh področjih.
Leta 2018 so jo bralke in bralci revije Jana izglasovali za Slovenko leta, istega leta je bila nominirana tudi za Delovo osebnost leta. 
Leta 2019 je kot nosilka liste "Povežimo se" nastopila na evropskih volitvah, s podporo Evropske zelene stranke. V listo se je povezalo več neparlamentarnih strank ter civilnih gibanj, da bi oblikovali široko platformo za povezovanje posameznikov in organizacij.
Konec leta 2021 je s skupino somišljenikov ustanovila VESNO – zeleno stranko in (ob Urošu Macerlu) postala njena sopredsednica.